# Света Кирана (Висока)
„Света Кирана“ (на гръцки: Αγίας Κυράννης) е възрожденска църква в солунското село Висока (Оса), Гърция, част от Лъгадинската, Литийска и Рендинска епархия.
Храмът е разположен на мястото на родната къща на новомъченицата Кирана Солунска, пострадала за вярата в 1751 година. Църквата е изградена в 1868 година. Иконата на мъченицата е изработена в 1870 година от Христодулос Йоану от Сятища.